# Saint-Cirgue
Saint-Cirgue è un comune francese di 230 abitanti situato nel dipartimento del Tarn nella regione dell'Occitania.

## Società

### Evoluzione demografica
Abitanti censiti